# Список категорій військової техніки
Наведений нижче список містить категорії на тему Військова техніка. Кількість категорій у списку: 1088.

## Список

### 2
26-та окрема артилерійська бригада — 27-ма окрема реактивна артилерійська бригада

### 4
40-ва окрема артилерійська бригада — 43-тя окрема артилерійська бригада — 44-та окрема артилерійська бригада

### 5
55-та окрема артилерійська бригада

### B
BAE Systems — Barrett Firearms Manufacturing

### C
Colt's Manufacturing Company

### D
Dassault

### G
General Dynamics

### H
Heckler & Koch

### M
Mauser

### N
Northrop Grumman

### S
SIG Sauer

### U
Uzi

### W
Walther

### А
Автоматичні гармати — Артилерія за конфліктом — Австро-угорські панцирники Першої світової війни — Авіаносці — Авіаносці за проєктами — Автоматичні гармати за країною — Артилерія війни на сході України — Артилерія Другої світової війни — Артилерія Першої світової війни — Артилерія Російсько-японської війни — Авіація війни на сході України — Автомобілі Другої світової війни — Автоматична зброя Австралії — Автоматична зброя Австрії — Автоматична зброя Бельгії — Автоматична зброя Білорусі — Автоматична зброя Великої Британії — Артилерія Великої Британії — Артилерія Вірменії — Артилерія Грузії — Автоматична зброя Данії — Автоматична зброя Ізраїлю — Артилерія Ізраїлю — Автоматична зброя Ірану — Артилерія Ірану — Автоматична зброя Італії — Автоматична зброя Канади — Автоматична зброя Китаю — Артилерія Китаю — Автоматична зброя Німеччини — Артилерія Німеччини — Автоматична зброя ПАР — Автоматична зброя Польщі — Автоматична зброя Росії — Артилерія Росії — Автоматична зброя Румунії — Автоматична зброя Сербії — Артилерія Сербії — Артилерія Словаччини — Автоматична зброя СРСР — Артилерія СРСР — Авіаційна зброя США — Автоматична зброя США — Автоматична зброя Туреччини — Артилерія Туреччини — Автоматична зброя Угорщини — Автоматична зброя України — Артилерія України — Автоматична зброя Фінляндії — Автоматична зброя Франції — Артилерія Франції — Автоматична зброя Чехії — Автоматична зброя Чехословаччини — Автоматична зброя Швейцарії — Артилерія Швейцарії — Автоматична зброя Швеції — Артилерія Швеції — Автоматична зброя Японії — Авіаносці Австралії — Авіаносці Аргентини — Авіаносці Бразилії — Авіаносці Великої Британії — Авіаносці Індії — Авіаносці Іспанії — Авіаносці Італії — Авіаносці Канади — Авіаносці Китаю — Авіаносці Нідерландів — Авіаносці Німеччини — Авіаносці Росії — Авіаносці СРСР — Авіаносці США — Авіаносці Таїланду — Авіаносці Франції — Авіаносці Японії — Авіаносці Другої світової війни — Авіаносці ВМС Югославії — Австро-угорські монітори — Артилерійські катери ВМС України — Авіаносці типу «Боуг» — Авіаносці типу «Ессекс» — Авіаносці типу «Іластріас» — Авіаносці типу «Імплакебл» — Авіаносці типу «Інвінсібл» — Авіаносці типу «Індепенденс» — Авіаносці типу «Йорктаун» — Авіаносці типу «Касабланка» — Авіаносці типу «Колоссус» — Авіаносці типу «Комменсмент Бей» — Авіаносці типу «Корейджес» — Авіаносці типу «Лексінгтон» — Авіаносці типу «Мідвей» — Авіаносці типу «Наірана» — Авіаносці типу «Сайпан» — Авіаносці типу «Сенгамон» — Авіаносці типу «Сентор» — Авіаносці типу «Форд» — Авіаносці типу «Дзюнйо» — Авіаносці типу «Сьокаку» — Авіаносці типу «Унрю» — Артилерійські катери — Автоматичні гармати Росії — Автоматичні гармати СРСР — Автоматичні гармати України — Артилеристи Другої світової війни — Автомати Австрії — Автоматичні пістолети Австрії — Автомати Бельгії — Автомати Великої Британії — Автомати Ізраїлю — Автомати Ірану — Автомати Італії — Автомати Канади — Автомати Китаю — Автомати Німеччини — Автомати ПАР — Автомати Польщі — Автомати Росії — Артилерійські бригади Росії — Автомати Румунії — Автомати Сербії — Автомати СРСР — Автомати США — Автомати Угорщини — Автомати України — Автоматичні гранатомети України — Артилерійні підприємства України — Артилерійські війська України — Аерокосмічні компанії України — Автомати Франції — Автомати Чехії — Автомати Чехословаччини — Автомати Швейцарії — Автомати Швеції — Автомати Японії — Авіаносці типу «Евенджер» — Авіаносні крейсери — Авіаносці США періоду Другої світової війни — Авіаносці типу «Кітті-Хок» — Авіаносці типу «Німіц» — Авіаносці типу «Форрестол» — Авіаносці Японії періоду Другої світової війни — Артилерійні підприємства Укроборонпрому — Артилерійські бригади України — Артилерійські полки України — Авіабудівні підприємства Укроборонпрому — Автобудівні підприємства Укроборонпрому — Артем (холдингова компанія) — Авіаносні крейсери проєкту 1143

### Б
Бронетехніка — Бронетехніка за країною — Бойові машини підтримки танків — Бойові машини піхоти — Бойові розвідувальні машини — Бронеавтомобілі — Бронепотяги — Бронетехніка за конфліктом — Бронетехніка повітряно-десантних військ — Бронетранспортери — Броньовані інженерні машини — Броньовані ремонтно-евакуаційні машини — Бойові кораблі — Бронеавтомобілі СРСР — Бойові машини піхоти за країною — Бойові розвідувальні машини за країною — Бронеавтомобілі за країною — Бронетранспортери за країною — Бронетехніка Австралії — Бронетехніка Азербайджану — Бронетехніка Аргентини — Британські панцирники — Бронетехніка Великої Британії — Бронетехніка Грузії — Бронетехніка Ізраїлю — Бронетехніка Італії — Бронетехніка Канади — Бронетехніка Німеччини — Бронетехніка Польщі — Бронетехніка ПАР — Бронетехніка Південної Кореї — Бронетехніка Росії — Бронетехніка Румунії — Бронетехніка СРСР — Бронетехніка США — Бронетехніка Словаччини — Бронетехніка Туреччини — Бронетехніка Угорщини — Бронетехніка України — Бронетехніка Франції — Бронетехніка Хорватії — Бронетехніка Чехословаччини — Бронетехніка Швейцарії — Бронетехніка Швеції — Бронетехніка Японії — Бойові розвідувальні машини США — Бойові розвідувальні машини Канади — Бойові розвідувальні машини СРСР — Бронеавтомобілі Panhard — Бронепотяги РСЧА — Бронепотяги СРСР періоду Другої Світової війни — Бронепотяги УГА — Бронепотяги УНР — Бронетехніка Афганської війни (1979—1989) — Бронетехніка В'єтнамської війни — Бронетехніка війни в Афганістані (з 2001) — Бронетехніка війни в Іраку — Бронетехніка війни в Перській затоці — Бронетехніка війни на сході України — Бронетехніка Другої світової війни — Бронетехніка Ірано-іракської війни — Броньовані ремонтно-евакуаційні машини за країною — Бронетанкові підприємства України — Будова танка — Британські кораблі XVI ст. — Безпілотна авіація війни на сході України — Бойові машини піхоти Грузії — Бойові машини піхоти Італії — Бойові машини піхоти Південної Кореї — Бойові машини піхоти Росії — Бойові машини піхоти США — Бойові машини піхоти Туреччини — Бойові машини піхоти України — Бойові машини піхоти Франції — Бойові машини піхоти Японії — Бойові розвідувальні машини Великої Британії — Бойові розвідувальні машини Румунії — Бронеавтомобілі Австралії — Бронеавтомобілі Азербайджану — Бронеавтомобілі Великої Британії — Бронеавтомобілі Італії — Бронеавтомобілі Німеччини — Бронеавтомобілі ПАР — Бронеавтомобілі Росії — Бронеавтомобілі Словаччини — Бронеавтомобілі США — Бронеавтомобілі Туреччини — Бронеавтомобілі України — Бронеавтомобілі Франції — Бронетранспортери Грузії — Бронетранспортери Великої Британії — Бронетранспортери Італії — Бронетранспортери Канади — Бронетранспортери Німеччини — Бронетранспортери Польщі — Бронетранспортери ПАР — Бронетранспортери Росії — Бронетранспортери Румунії — Бронетранспортери СРСР — Бронетранспортери США — Бронетранспортери України — Бронетранспортери Франції — Бронетранспортери Швейцарії — Бронетранспортери Швеції — Бронетранспортери Японії — Британські панцирники Другої світової війни — Британські панцирники Першої світової війни — Бойові машини Німеччини — Бойові машини Польщі — Бойові машини СРСР — Броньовані ремонтно-евакуаційні машини СРСР — Бойові модулі України — Броньовані ремонтно-евакуаційні машини України — Бельгійські панцирники Першої світової війни — Бронетранспортери Другої світової війни — Бронетранспортери з колісною формулою 6×6 — Бронетранспортери з колісною формулою 8×8 — Бронетанкові підприємства Укроборонпрому — Бомбардувальники США — Балістичні ракети за країною — Бронетехніка Білорусі — Балістичні ракети Північної Кореї — Балістичні ракети Індії — Балістичні ракети Німеччини — Бомбардувальники Другої світової війни — Балістичні ракети Росії — Балістичні ракети СРСР — Балістичні ракети США — Балістичні ракети України — Бойові ракетні комплекси розробки КБ «Південне» — Буксирувана артилерія України — Балістичні ракети ПМЗ

### В
Військова техніка за країною — Військові автомобілі — Військові кораблі — Виробники бронетехніки — Винищувачі за країною — Військові літаки за країною — Військова техніка Німеччини — Військова техніка США — Військова техніка Франції — Військові кораблі за країною — Військові кораблі за проєктом — Військові кораблі XVI ст. — Військові навчальні судна — Важкі танки — Винищувачі Великої Британії — Винищувачі США — Військові літаки Великої Британії — Військові літаки Австро-Угорщини — Військові літаки Іспанії — Військові літаки Італії — Військові літаки Німеччини — Військові літаки Польщі — Військові літаки Росії — Військові літаки Румунії — Військові літаки США — Військові літаки Японії — Військові кораблі Австро-угорської імперії — Військові кораблі Росії — Військові вітрильні кораблі Ганзи — Військові вітрильні кораблі міст Ганзи — Військові кораблі Греції — Вітрильні кораблі військового флоту Іспанії — Військові кораблі Нідерландів (вітрильні) — Вітрильні кораблі військового флоту Португалії — Військові кораблі Речі Посполитої (вітрильні) — Військові кораблі Російської імперії — Військові кораблі Таїланду — Військові кораблі Франції (вітрильні) — Військові кораблі Швеції (вітрильні) — Військові катери — Винищувачі танків — Військові програми закупівель ЛА США — Виробники зброї Великої Британії — Виробники зброї Ізраїлю — Виробники зброї Німеччини — Виробники зброї Росії — Військові літаки СРСР — Виробники зброї США — Виробники зброї Франції — Вертольотоносці — Великі протичовнові кораблі проєкту 61 — Важкі крейсери — Вітрильні кораблі ВМС Великої Британії — Вантажні літаки Другої світової війни — Винищувачі Другої світової війни — Виробники вогнепальної зброї Німеччини — Виробники вогнепальної зброї США — Виробники вогнепальної зброї України — Виробники вогнепальної зброї Укроборонпрому — Великі протичовнові кораблі проєкту 1134 — Великокаліберні кулемети Росії — Великокаліберні кулемети СРСР — Великокаліберні кулемети України — Великокаліберні снайперські гвинтівки Угорщини — Великокаліберні снайперські гвинтівки України

### Г
Гармати — Гусеничні бойові машини — Гармати за країною — Гусеничні бронетранспортери — Галеаси — Галеони — Галери — Гармати Великої Британії — Гармати Німеччини — Гармати Росії — Гармати СРСР — Гармати України — Гармати Франції — Гармати Швейцарії — Гідрокрейсери — Гвинтівки Першої світової війни — Гвинтівки Австрії — Гвинтівки Бельгії — Гвинтівки Білорусі — Гранатомети Білорусі — Гранати Великої Британії — Гвинтівки Великої Британії — Гранатомети Великої Британії — Гвинтівки Індії — Гвинтівки Італії — Гранатомети КНР — Гранатомети Македонії — Гвинтівки Мексики — Гранати Німеччини — Гвинтівки Німеччини — Гранатомети Німеччини — Гвинтівки ПАР — Гранатомети ПАР — Гранати Росії — Гвинтівки Росії — Гранатомети Росії — Гвинтівки Румунії — Гранатомети Сербії — Гранати СРСР — Гвинтівки СРСР — Гранатомети СРСР — Гранати США — Гвинтівки США — Гранатомети США — Гвинтівки Угорщини — Гвинтівки України — Гранатомети України — Гвинтівки Фінляндії — Гранати Франції — Гвинтівки Хорватії — Гвинтівки Чехії — Гранатомети Чехії — Гвинтівки Чехословаччини — Гвинтівки Швейцарії — Гранатомети Югославії — Гвинтівки Японії — Гаубиці України

### Д
Дослідні танки і прототипи — Десантні кораблі — Допоміжні військові судна — Динамічний захист — Десантні засоби — Десантні катери — Десантні кораблі ВМС України — Державне конструкторське бюро «Південне» імені М. К. Янгеля — Державне космічне агентство України — Державне підприємство «Антонов»

### Е
Ескадрені міноносці — Ескадрені броненосці — Ескортні міноносці — Ескадрені міноносці за типам — Ескадрені міноносці Австралії — Ескадрені міноносці Аргентини — Ескадрені міноносці Бразилії — Ескадрені міноносці Великої Британії — Ескадрені міноносці Греції — Ескадрені міноносці Данії — Ескадрені міноносці Домініканської Республіки — Ескадрені міноносці Індії — Ескадрені міноносці Ірану — Ескадрені міноносці Італії — Ескадрені міноносці Канади — Ескадрені міноносці Франції — Ескадрені міноносці Нідерландів — Ескадрені міноносці Норвегії — Ескадрені міноносці Пакистану — Ескадрені міноносці Польщі — Ескадрені міноносці СРСР — Ескадрені міноносці США — Ескадрені міноносці Туреччини — Ескадрені міноносці Другої світової війни — Ескадрені міноносці Корейської війни — Ескортні міноносці типу «Хант» — Ескадрені міноносці типу «Бенсон» — Ескадрені міноносці Великої Британії часів Другої світової війни — Ескадрені міноносці Італії часів Другої світової війни — Ескадрені міноносці типу «Арлі Берк»

### З
Зброя за конфліктом — Зброя за країною — Зенітні гармати — Зброя Афганської війни (1979—1989) — Зброя В'єтнамської війни — Зброя війни на сході України — Зброя громадянської війни в Сирії — Зброя Другої світової війни — Зброя Першої світової війни — Зброя Холодної війни — Зенітні самохідні установки — Зброя Австралії — Зброя Австрії — Зброя Азербайджану — Зброя Аргентини — Зброя Бельгії — Зброя Білорусі — Зброя Бразилії — Зброя Великої Британії — Зброя Вірменії — Зброя Грузії — Зброя Данії — Зброя Північної Кореї — Зброя Ізраїлю — Зброя Індії — Зброя Ірану — Зброя Італії — Зброя Канади — Зброя Китаю — Зброя Південної Кореї — Зброя Македонії — Зброя Мексики — Зброя Німеччини — Зброя Норвегії — Зброя ОАЕ — Зброя ПАР — Зброя Польщі — Зброя Росії — Зброя Румунії — Зброя Сербії — Зброя Словаччини — Зброя СРСР — Зброя США — Зброя Туреччини — Зброя Угорщини — Зброя України — Зброя Фінляндії — Зброя Франції — Зброя Хорватії — Зброя Чехії — Зброя Чехословаччини — Зброя Швейцарії — Зброя Швеції — Зброя Югославії — Зброя Японії — Зенітні гармати за країною — Засоби ППО війни на сході України — Зброя вермахту — Зенітні самохідні установки за країною — Зенітні самохідні установки СРСР — Зенітно-ракетні комплекси Білорусі — Зенітно-ракетні комплекси Данії — Зенітно-ракетні комплекси Ізраїлю — Зенітно-ракетні комплекси Китаю — Зенітно-ракетні комплекси Німеччини — Зенітно-ракетні комплекси Норвегії — Зенітні ракетно-гарматні комплекси Росії — Зенітні самохідні установки Росії — Зенітно-ракетні комплекси Росії — Зенітно-ракетні комплекси США — Зенітно-ракетні комплекси України — Затонулі підводні човни — Захоплені Росією кораблі ВМС України — Зенітні гармати Великої Британії — Зенітні гармати Швейцарії — Зброя відплати — Зенітно-ракетні комплекси СРСР — Завод №9 — Зенітна артилерія Швейцарії — Затонулі атомні підводні човни — Зенітні кулемети України — Зенітні установки Швейцарії

### К
Колісні машини Другої світової війни — Конструктори бронетехніки — Класи кораблів та суден — Колишні військові кораблі — Кораблі з іменем Полтава — Кораблі за конфліктом — Колісні бронетранспортери — Китайські військові літаки — Корвети — Крейсери — Кораблі ВМС Австралії — Кораблі ВМС Аргентини — Кораблі ВМС Бразилії — Кораблі ВМС Великої Британії — Кораблі ВМС Італії — Кораблі ВМС Індії — Кораблі ВМС Канади — Кораблі ВМФ Російської Федерації — Корвети за країною — Крейсери за країною — Кораблі ВМС Нідерландів — Кораблі ВМС Пакистану — Кораблі ВМФ СРСР — Кораблі ВМС США — Кораблі ВМС України — Кораблі ВМС Югославії — Кораблі ВМС Японії — Класи військових кораблів — Колишні кораблі ВМС США — Кораблі Другої світової війни — Кораблі війни в Перській затоці — Кораблі Холодної війни — Кораблі Корейської війни — Кораблі Першої світової війни — Канонерські човни — Каравели — Караки — Кораблі на повітряній подушці — Кулемети Другої світової війни — Кулемети Першої світової війни — Комплекси активного захисту бронетехніки — Комплекси екстреного маскування — Крилаті ракети за країною — Крилаті ракети Німеччини — Класи десантних кораблів — Кораблі проєкту 12322 — Корвети проєкту 1124 — Корвети проєкту 1241 — Корвети ВМС України — Корвети типу «Флавер» — Крейсери Другої світової війни — Крейсери Першої світової війни — Крейсери ВМС України — Крейсери Австралії — Крейсери Аргентини — Крейсери Великої Британії — Кораблі Каспійської флотилії Росії — Кораблі Чорноморського флоту Росії — Крейсери Італії — Крейсери СРСР — Крейсери Нової Зеландії — Крейсери Пакистану — Крейсери США — Кораблі морської охорони України — Кораблі ВМС УНР — Кораблі ЧФ Української Держави — Колишні кораблі ВМС України — Кораблі Японії періоду Другої світової війни — Кораблі Другої світової війни по країнах — Кораблі Третього Рейху — Крилаті ракети Великої Британії — Крилаті ракети США — Крилаті ракети України — Кулемети Австрії — Кулемети Бельгії — Кулемети Великої Британії — Карабіни Великої Британії — Кулемети Данії — Кулемети Німеччини — Карабіни Німеччини — Кулемети Росії — Кулемети СРСР — Карабіни СРСР — Кулемети США — Карабіни США — Кулемети України — Конструкторські бюро України — КрАЗ — Конструкторські бюро Укроборонпрому — Карабіни України — Кулемети Фінляндії — Кулемети Франції — Кулемети Чехії — Кулемети Швейцарії — Крейсери проєкту 1164 — Кораблі США періоду Другої світової війни — Керівники ДК «Укроборонпром» — Крейсери проєкту 1123

### Л
Легкі танки — Лінійні кораблі — Лінійні крейсери — Лінійні кораблі за країною — Літаки Другої світової війни — Літаки Першої світової війни — Літаки Chengdu — Літаки МіГ — Лінійні кораблі Другої світової війни — Лінійні кораблі типу «Айова» — Лінійні кораблі Першої світової війни — Лінійні крейсери Великої Британії — Лінкори Великої Британії — Лінійні кораблі Італії — Лінкори Німеччини — Лінійні кораблі США — Лінійні кораблі Франції — Лінійні кораблі Японії — Літаки General Dynamics — Літаки Grumman — Літаки Northrop — Луч (конструкторське бюро) — Літаки Dassault Aviation

### М
Мережі РЛС — Машини з захистом від мін і засідок — Міноносці — Монітори (кораблі) — Монітори за країною — Метальна зброя Великої Британії — Метальна зброя Німеччини — Міни Німеччини — Метальна зброя Росії — Міни Росії — Метальна зброя СРСР — Міни СРСР — Метальна зброя США — Міни США — Метальна зброя Франції — Міни Югославії — Міноносці Другої світової війни — Міноносці Італії — Мінні загороджувачі Великої Британії — Монітори ВМС Великої Британії — Міномети Великої Британії — Міномети Ізраїлю — Міномети Росії — Міномети СРСР — Міномети України — Машинобудівні підприємства Укроборонпрому

### Н
Незавершені статті про військові кораблі — Наземні РЛС — Німецькі панцирники міжвоєнного періоду — Німецькі військові кораблі — Німецькі панцирники Першої світової війни — Незавершені статті про підводні човни — Набої Другої світової війни — Набої Першої світової війни

### О
Оснащення танка — Основні бойові танки — Окремі бронепотяги СРСР періоду Другої Світової війни — Оборонні підприємства України

### П
Переліки військової техніки — Протитанкові гармати — Панцирники Другої світової війни — Панцирники першої світової війни — Плавучі танки — Підводні човни — Підводні човни за країною — Панцерники — Патрульні кораблі — Пінаси — Протитанкові гармати за країною — ПТРК війни на сході України — Панцерники першої світової війни — Піхотна зброя Першої світової війни — Панцирники США Першої світової війни — Протитанкова зброя Білорусі — Протитанкова зброя Македонії — Протитанкова зброя Німеччини — Протитанкова зброя Росії — Піхотна зброя Румунії 1878-1948 — Протитанкова зброя Сербії — Протитанкова зброя СРСР — Протитанкова зброя США — Підприємства Укроборонпрому — Протитанкова зброя України — Протитанкова зброя Франції — Протитанкова зброя Чехії — Протитанкова зброя Югославії — Підводні човни за проєктами — Підводні човни України — Підводні човни Великої Британії — Підводні човни Росії — Підводні човни Італії — Підводні човни ВМС Німеччини — Підводні човни Австро-Угорщини — Підводні човни ВМС Польщі — Підводні човни СРСР — Підводні човни США — Підводні човни Франції — Підводні човни ВМС Югославії — Проєкти ДП «ДПЦК» — Підводні човни Другої світової війни — Підводні човни Холодної війни — Патрульні катери — Протитанкові гармати Великої Британії — Протитанкові гармати Росії — Протитанкові гармати СРСР — Пістолети-кулемети Австралії — Пістолети-кулемети Австрії — Пістолети Австрії — Пістолети-кулемети Бельгії — Пістолети Бельгії — Протитанкові керовані ракети Білорусі — Пістолети Бразилії — Пістолети-кулемети Великої Британії — Пістолети Великої Британії — Пістолети-кулемети Ізраїлю — Пістолети Ізраїлю — Пістолети Італії — Переносні зенітно-ракетні комплекси Китаю — Пістолети КНР — Пістолети Південної Кореї — Пістолети-кулемети Німеччини — Переносні зенітно-ракетні комплекси Німеччини — Протипіхотні міни Німеччини — Протитанкові керовані ракети Німеччини — Пістолети Німеччини — Пістолети ОАЕ — Пістолети Польщі — Пістолети-кулемети Росії — Переносні зенітно-ракетні комплекси Росії — Протипіхотні міни Росії — Протитанкові керовані ракети Росії — Пістолети Росії — Пістолети-кулемети СРСР — Протипіхотні міни СРСР — Протитанкові міни СРСР — Пістолети СРСР — Пістолети-кулемети США — Переносні зенітно-ракетні комплекси США — Протипіхотні міни США — Протитанкові керовані ракети США — Пістолети США — Пістолети-кулемети Туреччини — Пістолети-кулемети Угорщини — Пістолети-кулемети України — Переносні зенітно-ракетні комплекси України — Приладобудівні підприємства Укроборонпрому — Протитанкові керовані ракети України — Пістолети України — Пістолети Фінляндії — Протитанкові керовані ракети Франції — Пістолети Франції — Пістолети Хорватії — Пістолети-кулемети Чехії — Пістолети Чехії — Пістолети-кулемети Швейцарії — Пістолети Швейцарії — Пістолети Швеції — Пістолети-кулемети Швеції — Протипіхотні міни Югославії — Підводні човни серії I — Підводні човни типу «Балао» — Підводні човни типу I — Підводні човни типу «Флутто» — Підводні човни типу «CB» — Підводні човни типу II — Підводні човни типу IX — Підводні човни типу VII — Підводні човни типу «Permit» — Підводні човни ВМС США у Другій світовій війні — Південний машинобудівний завод — Помпові рушниці України

### Р
Радіолокаційні станції — Радіолокаційні станції за країною — Ракетна зброя за країною — Ракетна зброя Німеччини — Радіолокаційні станції Росії — Радіолокаційні станції США — Радіолокаційні станції України — Російські панцирники Першої світової війни — Ракетна зброя Великої Британії — Ракетна зброя України — Ракетна зброя Росії — Ракетна зброя СРСР — Ракетна зброя США — Ракетна зброя Франції — Ракетно-ядерна зброя США — Ракетні крейсери США — Ракетні катери ВМС України — Ракетні катери — Ракети вермахту — Ракетні танки — Ракети виробництва ПМЗ — Ракети КБ Луч — Револьвери Австрії — Револьвери Бельгії — Рушниці Бельгії — Револьвери Великої Британії — Реактивні системи залпового вогню Вірменії — Реактивні системи залпового вогню Грузії — Реактивні системи залпового вогню Ізраїлю — Реактивна артилерія Ірану — Рушниці Італії — Реактивна артилерія Китаю — Реактивні системи залпового вогню Китаю — Рушниці Південної Кореї — Ручні протитанкові гранатомети Македонії — Реактивна артилерія Німеччини — Рушниці Німеччини — Рушниці Польщі — Реактивна артилерія Росії — Ростех — Ручні протитанкові гранатомети Росії — Револьвери Росії — Рушниці Росії — Реактивна артилерія Сербії — Ручні протитанкові гранатомети Сербії — Реактивна артилерія Словаччини — Реактивна артилерія СРСР — Ручні протитанкові гранатомети СРСР — Револьвери СРСР — Рушниці СРСР — Рушниці США — Реактивна артилерія Туреччини — Реактивна артилерія України — Ракетобудівні підприємства України — Радіотехнічні підприємства Укроборонпрому — Ракетобудівні підприємства Укроборонпрому — Рушниці України — Ручні протитанкові гранатомети Чехії — Ручні протитанкові гранатомети Югославії — Револьвери Японії — Ракетні катери проєкту 206МР — Ракетні катери за країною — Радянські артилеристи Другої світової війни — Ручні кулемети Австрії — Ручні гранатомети Білорусі — Ручні кулемети Данії — Реактивні системи залпового вогню Німеччини — Ручні гранати Німеччини — Реактивні системи залпового вогню Росії — Ручні гранати Росії — Ручні гранати СРСР — Ручні кулемети України — Реактивні системи залпового вогню України — Ручні гранатомети України — Ручні гранати Франції — Ручні кулемети Швейцарії — Ракетні катери Норвегії — Ракети-носії України — Розробки КБ Луч

### С
Списки військової техніки — Самохідна артилерія — Стрілецька зброя за конфліктом — Середньовічна зброя — САУ за алфавітом — Самохідна артилерія Другої світової війни — Самохідна артилерія за країною — Самохідна артилерія США — Самохідні гаубиці — Самохідні міномети — Середні танки — Скасовані військові проєкти США — Стрілецька зброя війни на сході України — Стрілецька зброя Другої світової війни — Самохідна артилерія Німеччини — Самохідна артилерія Ізраїлю — Самохідна артилерія Сербії — Самохідна артилерія Росії — Самохідна артилерія СРСР — Самохідна артилерія Франції — Самохідна артилерія Швеції — Стрілецька зброя Австралії — Самозарядна зброя Австрії — Стрілецька зброя Австрії — Самозарядна зброя Бельгії — Стрілецька зброя Бельгії — Стрілецька зброя Білорусі — Самозарядна зброя Бразилії — Стрілецька зброя Бразилії — Стрілецька зброя Великої Британії — Стрілецька зброя Данії — Самозарядна зброя Ізраїлю — Стрілецька зброя Ізраїлю — Стрілецька зброя Індії — Стрілецька зброя Ірану — Самозарядна зброя Італії — Стрілецька зброя Італії — Стрілецька зброя Канади — Стрілецька зброя Китаю — Стрілецька зброя Південної Кореї — Стрілецька зброя Македонії — Стрілецька зброя Мексики — Стрілецька зброя Німеччини — Стрілецька зброя ОАЕ — Стрілецька зброя ПАР — Самозарядна зброя Польщі — Стрілецька зброя Польщі — Стрілецька зброя Росії — Стрілецька зброя Румунії — Стрілецька зброя Сербії — Самозарядна зброя СРСР — Стрілецька зброя СРСР — Стрілецька зброя США — Стрілецька зброя Туреччини — Стрілецька зброя Угорщини — Самозарядна зброя України — Стрілецька зброя України — Стрілецька зброя Фінляндії — Стрілецька зброя Франції — Стрілецька зброя Хорватії — Стрілецька зброя Чехії — Стрілецька зброя Чехословаччини — Стрілецька зброя Швейцарії — Стрілецька зброя Швеції — Стрілецька зброя Югославії — Стрілецька зброя Японії — Суднобудівні підприємства Укроборонпрому — Стрілецька зброя Німеччини Другої світової війни — Стратегічні ракети Росії — Стратегічні ракети СРСР — Стратегічні ракети США — Самозарядні пістолети Австрії — Самозарядні револьвери Австрії — Самозарядні пістолети Бельгії — Самозарядні револьвери Бельгії — Самозарядні рушниці Бельгії — Самозарядні пістолети Бразилії — Самозарядні пістолети Ізраїлю — Самозарядні рушниці Італії — Самозарядні пістолети Польщі — Самозарядні револьвери СРСР — Суднобудівні оборонні підприємства України — Самозарядні гвинтівки України — Самозарядні гранатомети України — Самозарядні карабіни України — Самозарядні пістолети України — Самозарядні рушниці України — Статті про підводні човни без ілюстрацій — Снайперські гвинтівки Австрії — Снайперські гвинтівки Бельгії — Снайперські гвинтівки Білорусі — Станкові гранатомети Білорусі — Снайперські гвинтівки Великої Британії — Самозарядні пістолети Італії — Снайперські гвинтівки Німеччини — Снайперські гвинтівки ПАР — Снайперські гвинтівки Росії — Снайперські гвинтівки Румунії — Снайперські гвинтівки СРСР — Снайперські гвинтівки США — Самозарядні пістолети США — Самозарядні гвинтівки Угорщини — Снайперські гвинтівки Угорщини — Снайперські гвинтівки України — Станкові гранатомети України — Снайперські гвинтівки Фінляндії — Снайперські гвинтівки Хорватії — Снайперські гвинтівки Чехії — Снайперські гвинтівки Швейцарії

### Т
Техніка інженерно-саперних підрозділів — Танки — Типи військових кораблів — Танкові гармати — Танки за країною — Танки за конфліктом — Танкетки — Танки за алфавітом — Тральщики за країною — Турецькі військові кораблі — Тралери — Танкові гармати за країною — Танки Австралії — Танки Аргентини — Танки Великої Британії — Танки Ізраїлю — Танки Італії — Танки Німеччини — Танки Румунії — Танки СРСР — Танки США — Танки Ірану — Танки Китаю — Танки КНДР — Танки Пакистану — Танки Південної Кореї — Танки Польщі — Танки Росії — Танки Угорщини — Танки України — Танки Франції — Танки Хорватії — Танки Чехословаччини — Танки Швеції — Танки Югославії — Танки Японії — Танки В'єтнамської війни — Танки війни в Перській затоці — Танки Другої світової війни — Танки ірано-іракської війни — Танки Першої світової війни — Танки радянсько-фінської війни — Торпеди США — Типи підводних човнів — Тральщики ВМС США — Тральщики ВМС України — Торпедні катери СРСР — Танкові гармати Великої Британії — Танкові гармати СРСР — Танкові гармати України — Танкові гармати Франції — Тактичні ракети України — Тактичні ракети Росії — Тактичні ракети СРСР — Типи атомних підводних човнів — Типи дизельних підводних човнів (аеробних) — Типи підводних човнів ВМФ СРСР — Тральщики проєкту 266 — Тральщики проєкту 1265 — Типи дизельних підводних човнів (аеробних) ВМФ СРСР

### У
Українські військові кораблі — Універсальні десантні кораблі — Універсальні десантні кораблі США — Укроборонпром — Універсальні десантні кораблі Франції

### Ф
Фрегати — Французькі військові кораблі — Фрегати за країною — Флейти — Французькі панцирники Першої світової війни — Фрегати проєкту 1135 — Фрегати США — Фрегати ВМС України — Французькі вітрильні лінійні кораблі

### Х
Хімічні (вогнеметні) танки — Хімічна зброя Першої світової війни

### Ч
Чорноморський суднобудівний завод

### Ш
Штурмові гармати — Шведські військові кораблі — Шлюпи — Шаблони:Підводні човни ВМС Німеччини

### Я
Ядерна зброя за країною

### Є
Єдині кулемети Бельгії — Єдині кулемети України

### І
Імпровізована бронетехніка — Італійські панцирники